# Dena Head
Dena Nicole Head (nacida el 16 de agosto de 1970 en Knoxville, Tennessee) es una exjugadora de baloncesto estadounidense. Consiguió 1 medalla de bronce con Estados Unidos en el mundial de la Australia 1994.